# Distribució F
En teoria de probabilitat i estadística, la distribució F és la distribució de probabilitat definida del quocient de dues variables aleatòries independents amb distribucions khi quadrat, cadascuna dividida pel seu nombre de graus de llibertat. També és coneguda com a distribució F de Snedecor (per George Snedecor) o com a distribució F de Fisher-Snedecor. És fonamental en molts contrasts d'hipòtesis, especialment en els de l'anàlisi de la variància. La referència bàsica d'aquesta pàgina és Johnson et al.

## Definició, funció de densitat i funció de distribució
Sigui {\displaystyle S_{1}\sim \chi _{d_{1}}^{2}} i {\displaystyle S_{2}\sim \chi _{d_{2}}^{2}} , independents, amb {\displaystyle d_{1}>0} i {\displaystyle d_{2}>0}. La variable aleatòria {\displaystyle X={\frac {S_{1}/d_{1}}{S_{2}/d_{2}}}}es diu que segueix una distribució {\displaystyle F} amb {\displaystyle d_{1}} i {\displaystyle d_{2}} graus de llibertat. S'escriu {\displaystyle X\sim F(d_{1},d_{2})}.
La seva funció de densitat és{\displaystyle f(x)={\frac {d_{1}^{d_{1}/2}d_{2}^{d_{2}/2}}{B(d_{1}/2,\,d_{2}/2)}}\,{\frac {x^{d_{1}/2-1}}{(d_{1}x+d_{2})^{(d_{1}+d_{2})/2}}},\quad x>0,}on {\displaystyle B(a,b)} és la funció beta.
La funció de distribució per a {\displaystyle x\geq 0} es pot escriure {\displaystyle F(x)=I_{m(x)}(d_{1}/2,\,d_{2}/2),\quad {\text{amb}}\quad m(x)={\frac {d_{1}x}{d_{1}x+d_{2}}},}on {\displaystyle I_{\alpha }(a,b)} és una funció beta incompleta regularitzada. Per a {\displaystyle x<0} , {\displaystyle F(x)=0} .

Comentari sobre els graus de llibertat. El cas més habitual d'una distribució {\displaystyle \chi ^{2}} és quan el nombre {\displaystyle d} de graus de llibertat és un nombre natural, i llavors es pot interpretar com la suma dels quadrats de {\displaystyle d} variables aleatòries normals estàndard independents. Però mitjançant la funció de densitat es pot definir una distribució {\displaystyle \chi ^{2}} que tingui com a graus de llibertat qualsevol nombre real estrictament positiu {\displaystyle d\in (0,\infty )}, nombre que continua anomenant-se els graus de llibertat de la distribució. En conseqüència, pot definir-se la distribució {\displaystyle F} amb graus de llibertat qualsevol nombres {\displaystyle d_{1},\,d_{2}\in (0,\infty )}.

## Funció característica
Phillips dona la següent expressió de la funció característica de {\displaystyle X\sim F(d_{1},d_{2})}: {\displaystyle \varphi (t)={\frac {\Gamma {\big (}(d_{1}+d_{2})/2{\big )}}{\Gamma (d_{2}/2)}}\,U{\bigg (}{\frac {d_{1}}{2}},1-{\frac {d_{2}}{2}},it{\frac {d_{2}}{d_{1}}}{\bigg )},}on {\displaystyle U(a,b,z)} és la funció hipergeomètrica confluent de 2a. classe. Vegeu Johnson et al. per a un desenvolupament en sèrie de la funció característica.

## Moments
Sigui {\displaystyle X\sim F(d_{1},\,d_{2})}. Llavors {\displaystyle X} té moment d'ordre {\displaystyle n} si i només si {\displaystyle n<d_{2}/2} . En aquest cas,
{\displaystyle E[X^{n}]={\frac {d_{2}^{n}}{d_{1}^{n}}}\,{\frac {\Gamma (d_{1}/2+n)\,\Gamma (d_{2}/2-n)}{\Gamma (d_{1}/2)\,\Gamma (d_{2}/2)}}={\frac {d_{2}^{n}}{d_{1}^{n}}}\,{\frac {d_{1}(d_{1}+2)\cdots (d_{1}+2n-2)}{(d_{2}-2)(d_{2}-4)\cdots (d_{2}-2n)}}.}
En particular, si {\displaystyle d_{2}>2}, llavors {\displaystyle X} te esperança i val {\displaystyle E[X]={\frac {d_{2}}{d_{2}-2}}.}
Si {\displaystyle d_{2}>4}, {\displaystyle X} te moment de 2n ordre
{\displaystyle E[X^{2}]={\frac {d_{2}^{2}(d_{1}+2)}{d_{1}(d_{2}-2)(d_{2}-4)}}}
i
{\displaystyle {\text{Var}}(X)={\frac {2d_{2}^{2}(d_{1}+d_{2}-2)}{d_{1}(d_{2}-2)^{2}(d_{2}-4)}}.}

## Entropia
{\displaystyle h=\ln \Gamma \left({\tfrac {d_{1}}{2}}\right)+\ln \Gamma \left({\tfrac {d_{2}}{2}}\right)-\ln \Gamma \left({\tfrac {d_{1}+d_{2}}{2}}\right)+\left(1-{\tfrac {d_{1}}{2}}\right)\psi \left(1+{\tfrac {d_{1}}{2}}\right)-\left(1+{\tfrac {d_{2}}{2}}\right)\psi \left(1+{\tfrac {d_{2}}{2}}\right)+\left({\tfrac {d_{1}+d_{2}}{2}}\right)\psi \left({\tfrac {d_{1}+d_{2}}{2}}\right)+\ln {\frac {d_{1}}{d_{2}}},}
on {\displaystyle \psi (z)} és la funció digamma. Vegeu Lazo and Rathie.